# Синиды
Синиды (англ. Sinids от лат. Sina — Китай) — предложенная Эгоном Эйкштедтом группа монголоидной расы, характеризующая антропологический тип китайцев, корейцев и японцев. Отличаются от тунгидов менее скуластым и не столь высоким лицом, более тёмной кожей, мезогнатизмом, более толстыми губами, несколько меньшим процентом эпикантуса, меньшим жироотложением. Синиды подразделяются на три типа:
- Северный синид — в советской антропологии называется дальневосточной расой. От южного синида отличается более светлой пигментацией кожи, однако иссиня-чёрными волосами, более высоким ростом, более узкими лицом и носом, более узким и удлиненным черепом. Подразделяется на три разновидности:
  - Северокитайский подтип (китаид) — наименее смешанная разновидность северного синида, характеризуется наибольшей выраженностью черт дальневосточной расы.
  - Корейский подтип (чосонид) — отличается от северокитайского подтипа большим головным индексом, более крупными размерами лица, более широким носом и более светлой пигментацией. Имеет примесь как североазиатской, так и малайской рас.
  - Японский подтип — от северокитайского подтипа отличается большим процентом волнистых волос, более смуглой кожей, более низким и прогнатным лицом, более широким носом и более толстыми губами. Имеет примесь малайской и айнской рас (по одной из версий северным синидом с сильной примесью айнской расы является амурсахалинский тип, представителями которого являются нивхи и родственные им народы).
- Центральный синид — переходная форма, между северным синидом (китаидом) и южным синидом. Согласно советской антропологии образовался в результате метисации между этими двумя типами. Существует смешанный тип между центральным синидом и центрально-азиатской расой, называемый тибетской расой.
- Южный синид — от северного синида отличается низким ростом, широкими лицом и носом, более смуглой кожей, широким и коротким черепом, более тёмной кожей, меньшим жироотложением, распространён среди южных китайцев. Согласно советской антропологии является локальной разновидностью южноазиатской (малайской расы).